# Sonic Rush Adventure
Sonic Rush Adventure es la continuación del videojuego Sonic Rush, el cual fue creado por Dimps en colaboración con Sonic Team, fue distribuido por Sega para la consola Nintendo DS.

## Historia
Todo empieza cuando Sonic y Tails empiezan a viajar por el Océano y de repente se encuentran con un tornado, después de mucho tiempo naufragan cerca de una isla, pero Marine the Raccoon los encuentra y los despierta.
Después de unos minutos, Marine le pide a Sonic que encuentre material para hacer nuevos barcos. En eso más tarde se encuentran con Captain Whisker, el jefe semifinal del juego y se encuentran con Blaze the Cat, en eso Sonic se da cuenta de que naufragó en el mundo de Blaze.
En eso Sonic tiene que construir una torre de señales para buscar nuevos materiales.
Dentro de unas horas Sonic y sus amigos encuentran la isla de hielo vacía y tienen que descongelar a los vikingos.
Tras vencer a la Ghost Whale del Capitán Whisker, Blaze se hace cargo de la situación y descongela a los Vikingos quienes les informan que los piratas se han instalado en unas ruinas antiguas así que el equipo de Sonic decide ir al este para aprender nuevas cosas para su aventura.

## Mundos o Niveles
- Plant Kingdom (Reino Planta): El primer mundo situado en una jungla llena de plantas raras.
- Machine Labyrinth (Laberinto de Máquinas): Una fábrica de máquinas de robotnik abandonada.
- Coral Cave (Cueva de Coral): Una Cueva de coral llena de agua donde aprenderás movimientos acuáticos.
- Haunted Ship (Barco Hundido): Un Barco hundido pirata abandonado donde encontrarás muchos tesoros.
- Blizzard Peaks (Picos Ventisca): Una Isla de Hielo con montañas de hielo donde encontrarás muchas montañas nevadas.
- Sky Babilon (Babilonia del Cielo): Una Isla flotante llena de templos en el cielo.
- Pirates' Island (Isla Pirata): Un pueblo de piratas donde luchas con el pirata capitán whikser y con su ayudante johnny.
- Big Swell (Gran Oleaje): La última batalla y recuperan al cetro.
- Deep Core (Núcleo Profundo): Es la zona extra del juego y tendrás que pelear contra Eggman y Eggman Nega en su Egg Wizard (Para acceder a esta fase debes tener todas las Chaos Emerald y Sol Emerald)
- Hidden Islands (Islas ocultas): Son islas pequeñas, la mayoría no visibles en el mapa de navegación.

## Personajes
- Sonic
- Tails
- Captain Whisker
- Blaze
- Marine
- Johnny
- Dr Eggman
- Dr Eggman nega

- Datos: Q2444897